# ماگدولنا نیاری-کوواچ
ماگدولنا نیاری-کوواچ (انگلیسی: Magdolna Nyári-Kovács; ۱ ژوئیهٔ ۱۹۲۱ – ۵ مهٔ ۲۰۰۵) شمشیرباز زن اهل مجارستان بود.
وی در مسابقات کشوری و بین‌المللی در مجموع برندهٔ ۱ مدال نقره، ۱ مدال برنز شده‌است.